# چفرن تورام
چفرن تورام (انگلیسی: Khéphren Thuram؛ زادهٔ ۲۶ مارس ۲۰۰۱) بازیکن فوتبال اهل فرانسه است که برای باشگاه یوونتوس بازی می‌کند.
از باشگاه‌هایی که در آن بازی کرده‌است می‌توان به موناکو، نیس و یوونتوس اشاره کرد.
او همچنین پسر لیلیان تورام و برادر کوچکتر مارکوس تورام است 
وی همچنین در تیم‌های ملی فوتبال زیر ۱۷ سال فرانسه، زیر ۱۸ سال فرانسه، زیر ۱۹ سال فرانسه و زیر ۲۱ سال فرانسه بازی کرده‌است.